# Roze oorzwammetje
Het roze oorzwammetje (Crepidotus roseoornatus) is een schimmel in de familie Crepidotaceae. Hij leeft saprotroof op dood hout. Hij is bekend van Robinia.

## Kenmerken
De sporen meten 5,7-7,8 × 3,9-5,9 (Q=1,21 tot 1,59).

## Verspreiding
In Nederland komt het roze oorzwammetje zeer zeldzaam voor.